# ジャガー・SS100
ジャガー・SS100は1935年から1940年まで、イギリス・ コヴェントリーに本拠をおいたSSカーズが生産した2座席のスポーツカーである。
当時としては比較的廉価ながら、上位の高級車にも劣らない高性能を達成し、単なるコーチワーク・メーカーと見られていた同社への評価を一躍高めた記念碑的製品となった。第二次世界大戦後の改称で社名にもなった「ジャガー」のブランドネームを、SSカーズの製品では初めて、同時期に発売されたジャガー・マークIVとともに車名に用いたことでも重要なモデルである。
同社創業者ウィリアム・ライオンズのデザインによる大型ヘッドライトと優雅なフェンダーラインを特徴とするボディは、この時代の英国製スポーツカーの中でも最も美しいものの一つとして広く認められている。

## 概要
シャシーは同時期のジャガー・マークIVのホイールベースを2,640mmに短縮したもので、先代のSS・90ともほぼ共通の、前後とも半楕円リーフの固定軸という古典的な設計であった。
エンジンはコストを抑えながら高性能を確保するため、それ以前からSS車に搭載されてきたスタンダードの量産乗用車用直列6気筒サイドバルブエンジンをベースに、ウィリアム・ヘインズ（William Heynes ）とハリー・ウェスレイク（Harry Weslake ）が専用のOHVシリンダーヘッドを開発し、ボアφ73.0mm×ストローク106mmの2,664ccに拡大、更にSU製ツインキャブレターを装着してチューンされたものが、スタンダードへの委託で生産・搭載された。この結果最高出力は一躍100hpを超える102hp/4,600rpmとなった。対する車両重量は990kgに抑えられた。
英国の自動車雑誌・「The Autocar」が1937年に行ったこの「2½」のロードテストでは、最高速度153km/h（95mph）、0-60マイル加速13.5秒を記録、当時の新車価格395ポンドに対して充分以上の高性能を示したが、車名の元となったメーカー公表値の160km/h（100mph）には僅かに届かなかった。そのため1938年には3,485cc・125馬力の「3½」が価格445ポンドで追加され、最高速度163km/h（101mph）、0-60マイル加速10.4秒をマーク、文字通り「SS100」にふさわしい高性能車となり、SS車に付いて回った「スタイルだけの車」という悪評を払拭した。
クーペモデルも1台だけ試作され、価格は595ポンドとされたがシリーズ生産には至らなかった。このクーペモデルは、第二次世界大戦後のジャガー・XK120のクーペモデルのデザインモチーフの原型となっている。また、何台かはベアシャシーで販売され、外部のコーチビルダーが特注ボディを架装した。
SS100は、第二次世界大戦の勃発もあって生産台数は少なかった。2½が198台、3½が116台の計314台が生産（内49台が輸出）されたに過ぎず、良い状態の現存車は今日10万ポンド以上の高値で取引されている。 レプリカモデルも多く作られたが、特に有名なのは1970年代に当時のジャガー車のエンジンを用いて造られたパンサー・J72である。
著名人では俳優の夏木陽介が現在も所有していることで知られる。